# Episodi di Peaky Blinders (seconda stagione)
La seconda stagione della serie televisiva Peaky Blinders è stata trasmessa in prima visione assoluta nel Regno Unito dal canale via cavo BBC Two dal 2 ottobre al 6 novembre 2014.
In Italia la stagione è stata pubblicata da Netflix il 7 maggio 2016.
| nº | Titolo originale | Titolo italiano | Prima TV UK     | Pubblicazione Italia |
| -- | ---------------- | --------------- | --------------- | -------------------- |
| 1  | Episode 1        | Episodio 1      | 2 ottobre 2014  | 7 maggio 2016        |
| 2  | Episode 2        | Episodio 2      | 9 ottobre 2014  | 7 maggio 2016        |
| 3  | Episode 3        | Episodio 3      | 16 ottobre 2014 | 7 maggio 2016        |
| 4  | Episode 4        | Episodio 4      | 23 ottobre 2014 | 7 maggio 2016        |
| 5  | Episode 5        | Episodio 5      | 30 ottobre 2014 | 7 maggio 2016        |
| 6  | Episode 6        | Episodio 6      | 6 novembre 2014 | 7 maggio 2016        |

## Episodio 1
- Titolo originale: Episode 1
- Diretto da: Colm McCarthy
- Scritto da: Steven Knight

### Trama
Grace spara a Campbell e se ne va.  Nel 1921, il bar Garrison viene fatto saltare in aria mentre i Peaky Blinders stanno partecipando al funerale di Freddie Thorne, morto per influenza spagnola. Tommy chiede ad Ada di tornare a casa mentre sta pianificando un'espansione dei loro affari a Londra. Tommy scopre che a fare esplodere il Garrison è stata l'IRA che vuole assoldare Tommy per fargli uccidere una persona che lavora in fabbrica e più tardi Tommy lo farà. Tommy viene informato che Campbell, ora maggiore e guarito dallo sparo provocato da Grace, sta tornando a Birmingham. I Peaky Blinders hanno un incontro sull'espansione del business dei bookmaker, durante il quale Polly ed Esme hanno delle riserve. Tuttavia, Tommy, Arthur e John decidono di prendersi una pausa e si fanno notare a Londra, dove finiscono per scatenare un putiferio nel club di Darby Sabini. Polly visita una medium per avere informazioni sui figli che le sono stati sottratti, mentre Tommy assume Lizzie come sua segretaria. In rappresaglia per l'incidente del club, Sabini organizza un'imboscata per vendicarsi degli Shelby, durante la quale tentano di violentare Ada, oltre a picchiare barbaramente Tommy. Il maggiore Campbell interviene prima che Sabini e i suoi uomini possano finirlo, avendo concordato con Churchill che Tommy sarà loro utile.

## Episodio 2
- Titolo originale: Episode 2
- Diretto da: Colm McCarthy
- Scritto da: Steven Knight

### Trama
Campbell fa visita a Tommy in ospedale e rivela di essere a conoscenza dell'omicidio che Tommy ha commesso per l'IRA e di averlo tenuto sotto sorveglianza per un po' di tempo. Tommy si congeda presto e prende una chiatta per Londra incontrando il predicatore Alfie Solomons a Camden Town.  Tommy ha difficoltà a convincere Solomons che dovrebbe allinearsi con i Peaky Blinders contro Sabini. Esme mette in guardia Polly dalle capacità del medium da cui si reca e riferisce poi il tutto a Tommy: quest'ultimo, cercando in vari registri, riesce a scoprire che sua figlia è morta, mentre suo figlio Michael è ancora vivo. Sfortunatamente, a causa della legge, Polly non può vedere suo figlio fino all'età di 18 anni. I flashback della guerra di Arthur stanno peggiorando e durante una partita di pugilato, uccide un ragazzo involontariamente. Inizia poi a essere dipendente dalla cocaina per automedicarsi. Tommy si reca all'indirizzo che aveva trovato sul registro e conosce così Michael, che non viene però lasciato andare dalla sua "nuova" famiglia. Dopo la riapertura del Garrison, Polly incontra un ragazzo davanti alla porta di casa, il quale le chiede se quella è l'abitazione in cui vive Elizabeth Gray. Polly domanda la ragione della sua ricerca, così il ragazzo spiega che la donna dovrebbe essere sua madre.

## Episodio 3
- Titolo originale: Episode 3
- Diretto da: Colm McCarthy
- Scritto da: Steven Knight

### Trama
La banda assume Harold Hancox (soprannominato Digbeth Kid), un ragazzo del vicinato che ama i film sui cowboy, per aiutare la polizia locale a raggiungere la loro quota di arresti. Mentre sono in prigione, i teppisti di Sabini uccidono Hancox per vendicarsi dei Peaky Blinders per la loro intrusione nel suo territorio. Nel frattempo Polly fa conoscere alla sua famiglia suo figlio, Michael. Tommy e John incontrano Billy Kitchen, dei Black Country Boys, che hanno combattuto con loro durante la guerra. Tommy dice a Billy di radunare i suoi uomini affinché vadano a lavorare a Camden Town per Alfie Solomons. Arthur, intanto, viene minacciato dalla madre del ragazzo che ha ucciso precedentemente. Tommy dice al maggiore Campbell che gli ufficiali gli hanno fatto uno scherzo e lo hanno imbarcato in una casa che è di proprietà di una ex prostituta. Intanto Sabini incarica il suo braccio destro di uccidere Tommy ed è preoccupato per le corse di cavalli al Nord dato che riscontra che i cavalli favoriti per la vittoria vincono sempre e pensa sia opera di qualche malocchio o di imbrogli. I Peaky Blinders e Michael vanno a un'asta per acquistare un cavallo. Dopo aver vinto l’asta, Tommy incontra l'addestratrice di cavalli, May Carleton. Sulla strada di casa, cadono in un'imboscata dal braccio destro di Sabini, che cerca di sparare a Tommy, ma viene fermato da Arthur che lo picchia duramente.

## Episodio 4
- Titolo originale: Episode 4
- Diretto da: Colm McCarthy
- Scritto da: Steven Knight

### Trama
Tommy incontra i feniani (irlandesi il cui scopo è l'instaurazione di una repubblica irlandese indipendente dal Regno Unito) e scopre che sono sostenuti dal maggiore Campbell e dalla Corona. Questi ordinano un altro affare, ma Tommy in un primo momento li rifiuta: successivamente si accorda con il maggiore dopo averlo avvisato che uno dei due è una spia e che porterà a termine l'omicidio solo quando avrà la prova che quest'ultimo sia stato fatto fuori. Arthur e la banda attaccano di nuovo il club di Sabini, facendolo diventare di sua proprietà. Michael chiede a Tommy di dargli un lavoro: questo in un primo momento si rifiuta ma dopo, su promessa a Polly che il ragazzo non sarà immischiato in affari illegali, accetta, consapevole che avere un membro della famiglia a tenere la contabilità sia più sicuro rispetto ad estranei. Nel frattempo, Thomas assume May Carleton per addestrare il suo cavallo in previsione del Derby e organizza la prima esportazione di whisky in America e Canada, dove attualmente vige il proibizionismo per cui gli alcolici di buona qualità hanno raggiunto prezzi stellari. L'abitudine di Arthur alla cocaina sta iniziando a perdere il controllo e Tommy lo avvisa di raddrizzarsi: successivamente, inizia a preparare l'omicidio promesso a Campbell, studiando la casa della vittima e le forze di polizia presenti (che non possono essere controllate dal maggiore per tenere la polizia al di fuori dell'affare); inoltre, fa visita ad Ada e le dice che ha creato un fondo fiduciario per suo figlio Karl e i figli di John nel caso dovesse morire. Al ritorno verso Birmingham si ferma a casa di May Carleton per verificare l'andamento dell'addestramento del cavallo: i due finiranno con l'avere una notte di passione. Solomons e Sabini si incontrano e risolvono le loro divergenze. Mentre Michael e il suo amico Isaiah cercano di bere in un bar, entrano in una rissa con un mecenate razzista. Quando John e Arthur scoprono che il nome Shelby è stato mancato di rispetto, bruciano il bar. Tommy chiama l'Hotel Ritz a Londra e all'altro capo del telefono risponde un uomo: si scopre così che Grace e suo marito sono in Gran Bretagna dopo che si erano sposati in America. Tommy chiude la telefonata senza dire nulla.

## Episodio 5
- Titolo originale: Episode 5
- Diretto da: Colm McCarthy
- Scritto da: Steven Knight

### Trama
Alfie Solomons ospita un Seder pasquale e invita un inconsapevole Arthur e alcuni dei suoi uomini, che vengono presto ugualmente massacrati, e fa mandare Arthur in prigione. Il maggiore Campbell fa arrestare anche Michael per vendicarsi di Tommy. Sabini e Mario, suo segretario, riprendono il controllo del loro Club. Tommy scopre che il suo nascente impero si sgretola davanti a lui, poiché la sua base di potere a Londra sta crollando. Tommy lotta per salvare la sua famiglia e riprendere il sopravvento, poiché l'incerta alleanza Black Country/Brum è a pezzi dopo la morte prematura di Billy Kitchen. Tommy complica ulteriormente la sua vita amorosa, scortando il ritorno di Grace a un appuntamento appassionato, sebbene stia ancora trascinando May, che in precedenza aveva espresso i suoi sentimenti per lui. Avendo dormito con Tommy, Grace ammette di essere stata a Londra con suo marito per procurarsi un trattamento per la fertilità. Campbell costringe Polly ad avere un rapporto sessuale con lui, in cambio della libertà di Michael. Tommy tenta di porre fine alla sua relazione romantica con May, anche se vuole ancora che continui ad addestrare il suo cavallo.

## Episodio 6
- Titolo originale: Episode 6
- Diretto da: Colm McCarthy
- Scritto da: Steven Knight

### Trama
Tommy decide di sistemare tutti i suoi affari nel caso in cui incontrasse una morte prematura: incontra Alfie Solomons (il cui accordo con Sabini è fallito) per quanto riguarda gli affari, siglando un nuovo accordo, e riesce a far uscire Arthur dalla prigione. Il giorno del Derby è arrivato. Polly cerca di pagare Michael per convincerlo ad andarsene e farsi una vita lontano da Birmingham. Tommy raccoglie i Peaky Blinders e affida loro la missione alle gare: senza sparare un colpo, dovranno rubare le scommesse e soprattutto bruciare le licenze degli allibratori di Sabini. Appena Tommy arriva si imbatte in Grace, che lo trattiene per informarlo di essere incinta di suo figlio. Tommy convince inoltre Lizzie ad attirare il feldmaresciallo Russell (vittima designata da Campbell) in un luogo appartato grazie alle capacità usate nel suo precedente lavoro; tuttavia l’ingresso principale ai bagni è chiuso, costringendo Tommy a fare il giro delle sale: questo ritardo fa sì che Lizzie venga brutalmente aggredita da Russell prima che Tommy possa ucciderlo. Gli uomini del maggiore Campbell dall'Irlanda del Nord, tre membri della Rossa Mano Destra, a seguito dell'omicidio rapiscono Tommy e lo portano in un campo vuoto per ucciderlo. Nel frattempo, Polly incontra lo stesso Campbell e gli spara a morte per rappresaglia per il loro precedente incontro sessuale.  Al momento dell'esecuzione di Tommy, il boia invece che uccidere Shelby uccide gli altri due suoi "complici", dicendo a Tommy che Winston Churchill lo contatterà in futuro e che vorrà un incontro di persona. I Peaky Blinders celebrano la loro vittoria, con Michael che ha deciso di non andarsene e che vuole entrare nell'azienda di famiglia. Nella scena finale, Tommy rivela che, in futuro, ha intenzione di sposarsi.